# Novourúpskoye
Novourupskoye (del ruso: Новоурупское) es un selo del raión de Uspénskoye del krai de Krasnodar, en el sur de Rusia. Está situado en la orilla derecha del río Urup, afluente del río Kubán, frente a Beskórbnaya, 21 km al sur de Uspénskoye y 188 km al sureste de Krasnodar, la capital del krai. Tenía 580 habitantes en 2010.
Pertenece al municipio Triojselskoye.

## Historia
La localidad fue fundada en 1912